# 凱茨 (印第安納州)
凱茨（英語：Cates）是位於美國印地安納州方廷縣的一個非建制地區。該地的面積和人口皆未知。